# Ljudmila Nikolajewna Stal
Ljudmila Nikolajewna Stal (russisch Людмила Николаевна Сталь; * 2. Märzjul. / 14. März 1872greg. in Jekaterinoslaw; † 23. April 1939 in Moskau) war eine russische Revolutionärin.

## Leben
Stal schloss sich 1899 der SDAPR an. Sie leistete Parteiarbeit in Petersburg, Odessa, Nikolajew und Moskau. Von 1912 bis 1914 arbeitete sie für die Zeitungen Prawda und Rabotniza. Ab August 1917 war sie Redakteurin der Zeitung des Kronstädter Parteikomitees Proletarskoje Delo. Sie wurde Mitglied des Präsidiums des Kronstädter Parteikomitees und Mitglied des Exekutivkomitees des Sowjet. Nach der Oktoberrevolution arbeitete sie in Partei- und Staatsfunktionen. 1921/23 war sie Mitglied des Internationalen Frauensekretariats des Exekutivkomitees der Kommunistischen Internationale. Später leistete sie wissenschaftliche Arbeit im Staatlichen Revolutionsmuseum der UdSSR.